# 陈琼
陈琼（1963年—），湖北监利人，汉族，中华人民共和国政治人物、第十二届全国人民代表大会安徽地区代表。
毕业于哥伦比亚大学经济政策管理专业，加入中国共产党，現任銀監會安徽銀監局局長。2013年，被选为全国人大代表。